# Soudougui (département)
Soudougui est un département et une commune rurale du Burkina Faso situé dans la province du Koulpélogo et la région du Centre-Est. En 2012, le département comptait 46 411 habitants.

## Villages
Le département de Soudougui comprend un village chef-lieu (populations actualisées en 2012) :
- Soudougui (1 830 habitants)

et 39 autres villages :
- Bagmoussa (1 077 habitants)
- Boudangou (4 623 habitants)
- Boudou (736 habitants)
- Diakarga (2 333 habitants)
- Diakarga-Peulh (232 habitants)
- Dienbendé (3 589 habitants)
- Dienbendé-Diori (706 habitants)
- Kamsé (2 019 habitants)
- Kandaghin (494 habitants)
- Kianghin (136 habitants)
- Koadjidjoal (193 habitants)
- Konianwendé (424 habitants)
- Koudiorgou (743 habitants)
- Koulpalga (859 habitants)
- Koulsondé (1 409 habitants)
- Koultianga (1 167 habitants)
- Konyélenbéré (930 habitants)
- Modaogo I (2 352 habitants)
- Modaogo II (178 habitants)
- Nabangou (1 795 habitants)
- Naloanga (1 056 habitants)
- Napadé (2 434 habitants)
- Napiga (357 habitants)
- Noulibouli (400 habitants)
- Pilogré (958 habitants)
- Sandiaba (1 350 habitants)
- Sissé (404 habitants)
- Sitipiga (1 541 habitants)
- Sologo I (580 habitants)
- Sologo II (443 habitants)
- Soudoubila (1 658 habitants)
- Vilianga-Gourma (1 256 habitants)
- Vilianga-Mossi (2 508 habitants)
- Waidjoaga (1 393 habitants)
- Waidjoaga-Peulh (100 habitants)
- Yoabghin (1 299 habitants)
- Youanga (258 habitants)
- Zongo (468 habitants)
- Zoungou-Peulh (123 habitants)